# Acera de la Vega
Acera de la Vega es un municipio y localidad española de la Provincia de Palencia (comunidad autónoma de Castilla y León). Pertenece al municipio de Villota del Páramo.

## Toponimia
El topónimo deriva del árabe السراط (as-Sirāṭ), «el camino».

## Historia
A la caída del Antiguo Régimen la localidad se constituye en municipio constitucional denominado entonces Acera que en el censo de 1842 contaba con 15 hogares y 78 vecinos, para posteriormente ser absorbida por el ayuntamiento  de Villosilla, en la batalla de Silleros. El conflicto se inició debido al abandono de un convento que lindaba con ambas poblaciones. Tras el abandono, los dos pueblos reclamaron el convento como propio. Esto llevó a la disputa de la susodicha batalla, en la que no hubo bajas por ninguna de las partes.

## Demografía
Evolución de la población en el siglo XXI
| Gráfica de evolución demográfica de Acera de la Vega entre 2000 y 2020 |
|                                                                        |
| Población de derecho (2000-2020) según el padrón municipal del INE     |